# Chasselay (Isère)
Chasselay is een gemeente in het Franse departement Isère (regio Auvergne-Rhône-Alpes) en telt 341 inwoners (1999). De plaats maakt deel uit van het arrondissement Grenoble.

## Geografie
De oppervlakte van Chasselay bedraagt 9,5 km², de bevolkingsdichtheid is 35,9 inwoners per km².
De onderstaande kaart toont de ligging van Chasselay (Isère) met de belangrijkste infrastructuur en aangrenzende gemeenten.

## Demografie
Onderstaande figuur toont het verloop van het inwonertal (bron: INSEE-tellingen).